# James Paget

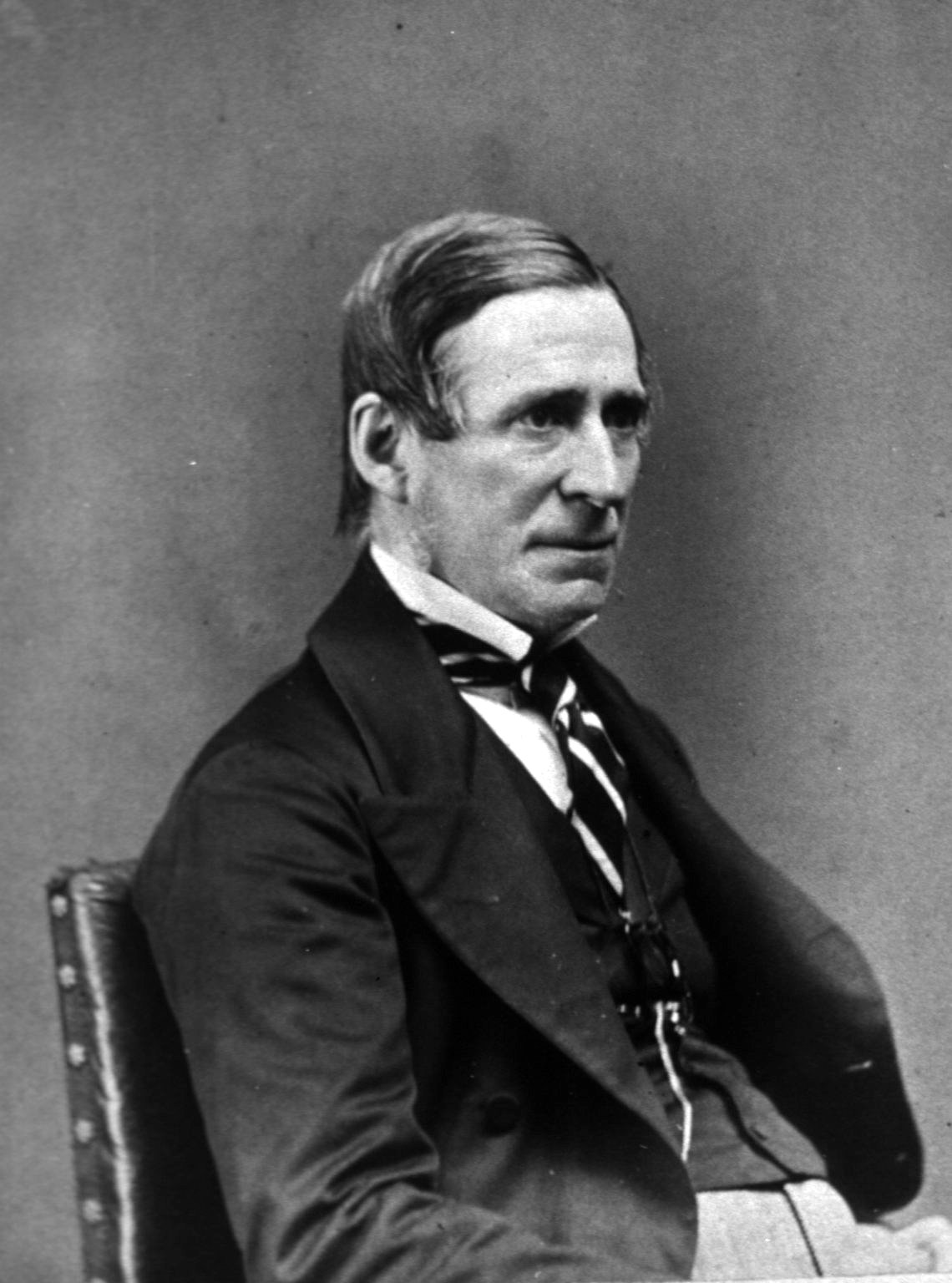
James Paget

James Paget (ur. 11 stycznia 1814, zm. 30 grudnia 1899) – chirurg brytyjski.
Nadworny chirurg Księcia Walii i Królowej Wiktorii. W 1834 rozpoczął pracę jako chirurg w szpitalu im. św. Bartłomieja w Londynie. W 1851 wstąpił do Royal Society. W 1874 r. opisał odmianę nowotworu złośliwego brodawki sutka i gruczołu piersiowego (rakiem Pageta). W 1877 r. opisał także przypadki zmian deformacyjnych kości, zwanych obecnie chorobą Pageta.